# Paragus coadunatus
Paragus coadunatus är en tvåvingeart som först beskrevs av Camillo Rondani 1847.  Paragus coadunatus ingår i släktet stäppblomflugor, och familjen blomflugor.
Artens utbredningsområde är Italien. Inga underarter finns listade i Catalogue of Life.